# Passaporto per l'oriente
Passaporto per l'oriente è un film a episodi del 1951 diretto da:
- Romolo Marcellini: episodio Roma
- E. E. Reinert: episodio Parigi
- Wolfgang Staudte: episodio Berlino
- Montgomery Tully: episodio Londra
- Géza von Cziffra: episodio Vienna
- Irma von Cube (non accreditato)

## Trama
La seconda guerra mondiale è finita da poco tempo, un uomo si ritrova ricoverato in un ospedale senza memoria. Possiede solo la foto di un bambino e 5 banconote in ognuna delle quali è scritto il nome di una città europea e di una donna.
Una giornalista crede di avere una buona occasione per realizzare un ottimo reportage e ottiene il permesso dal suo direttore di accompagnare l'uomo in Europa.
Visitando le città e parlando con le donne indicate sulle banconote avrà modo di scoprire la sua identità: il suo nome è Bob ed è un pilota della RAF, il bambino è suo nipote, figlio di sua sorella che ha continuato a lavorare nel circo dove anche lui lavorava prima della guerra.

## Produzione
Il film ebbe una lavorazione difficile che provocò un ritardo nella distribuzione. In Italia si cercò di sfruttare la partecipazione dei giovani divi nostrani Gina Lollobrigida e Marcello Mastroianni, sebbene la loro presenza sia minima.
È stato distribuito anche con il titolo Racconto di 5 città e 5 mamme e una culla.